# Gamela
La Gamela es un tipo de embarcación tradicional de pesca utilizada en Galicia, especialmente en la Ría de Vigo, y concebida para la pesca artesanal en aguas someras y rocosas. Está construida prácticamente en su totalidad por madera de pino y tiene entre tres y cinco metros de eslora por uno y medio a dos de manga. Se caracteriza exteriormente por tener bordes planos a ambos extremos de la embarcación. Hace décadas estaban impulsadas a vela, hoy a motor.
Las primeras gamelas se construyeron en el siglo XIX en Corujo, parroquia costera cercana a la ciudad de Vigo.
Las gamelas también han sido utilizadas durante el siglo XX en otros lugares de Europa, como por ejemplo Suiza, se relaciona su uso con otras características comunes entre ambos pueblos, hermanados siglos atrás, como los Hórreos o las Orellas de Entroido.
- Datos: Q8963405
- Multimedia: Gamelas / Q8963405